# 4-Stunden-Rennen von Shanghai 2019

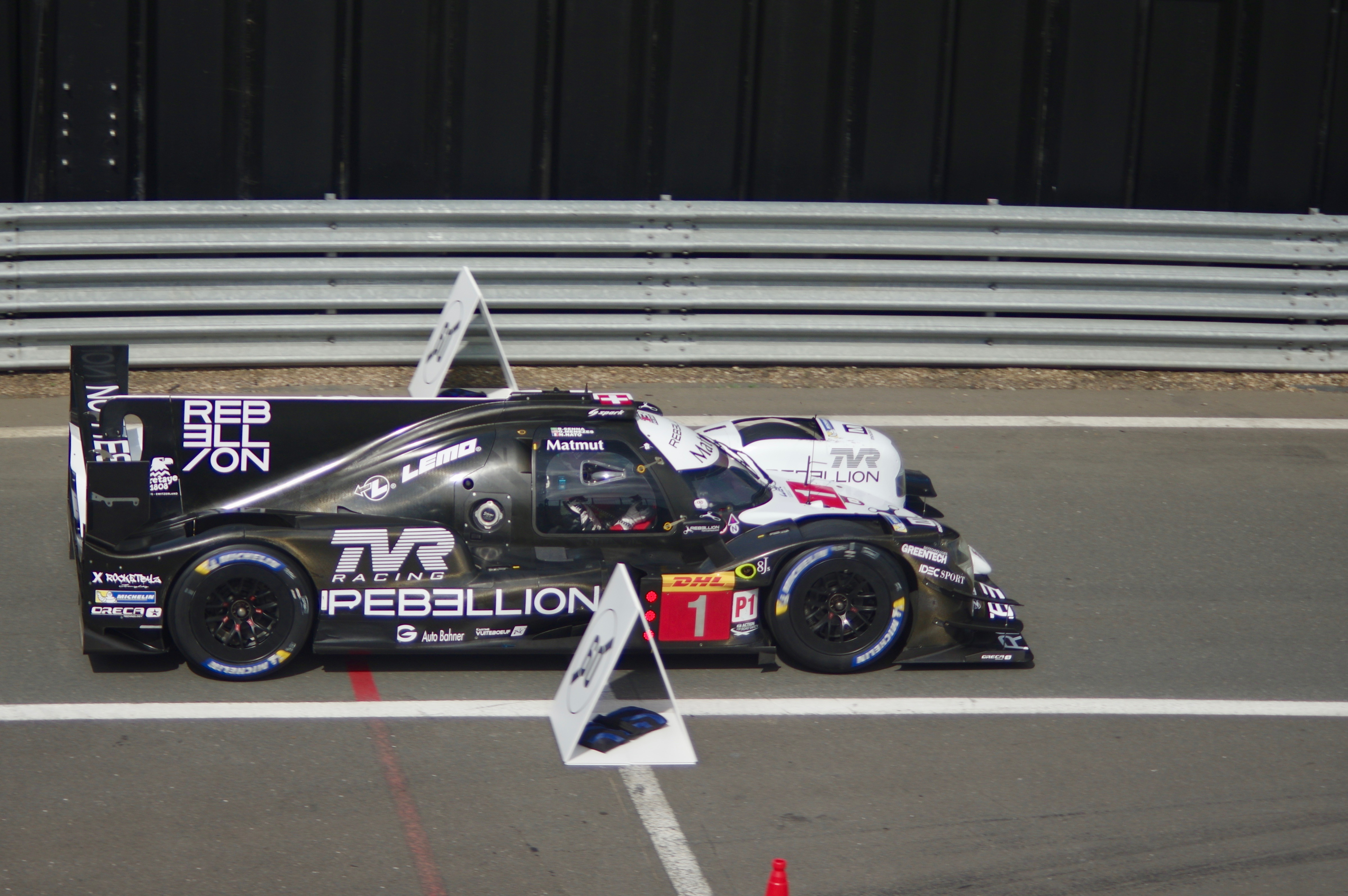
Rebellion R13 mit der Startnummer 1; Siegerwagen von Bruno Senna, Gustavo Menezes und Norman Nato. Hier beim 4-Stunden-Rennen von Silverstone 2019

Das 4-Stunden-Rennen von Shanghai 2019, auch 2019 4 Hours of  Shanghai, fand am 10. November auf dem Shanghai International Circuit statt und war der dritte Wertungslauf der FIA-Langstrecken-Weltmeisterschaft dieser Saison.

## Das Rennen
Durch eine Regelmentanpassung der Fédération Internationale de l’Automobile gelang dem Schweizerer Rebellion Team der erste Gesamtsieg in der FIA-Langstrecken-Weltmeisterschaft. Um mehr Spannung bei den Rennen zu erreichen, hatten die für die Rennserie zuständigen Funktionäre die deutlich überlegenen Toyota TS050 Hybrid erheblich eingebremst. Mehrgewicht und reduzierte Leistung ermöglichten Bruno Senna, Gustavo Menezes und Norman Nato im Rebellion R13 einen Sieg mit dem Vorsprung von mehr als einer Minute auf den Toyota von Sébastien Buemi/Kazuki Nakajima/Brendon Hartley.
Die zu Beginn des Rennens führenden Ginetta G60-LT-P1 fielen im Lauf des Rennens zurück und kamen an der vierten und fünften Stelle der Endwertung ins Klassement.

## Ergebnisse

### Schlussklassement
| Pos.        | Klasse    | Nr. | Team                  | Fahrer                                                   | Fahrzeug                 | Runden |
| ----------- | --------- | --- | --------------------- | -------------------------------------------------------- | ------------------------ | ------ |
| 1           | LMP1      | 1   | Rebellion Racing      | Bruno Senna Gustavo Menezes Norman Nato                  | Rebellion R13            | 125    |
| 2           | LMP1      | 8   | Toyota Gazoo Racing   | Sébastien Buemi Kazuki Nakajima Brendon Hartley          | Toyota TS050 Hybrid      | 125    |
| 3           | LMP1      | 7   | Toyota Gazoo Racing   | Mike Conway Kamui Kobayashi José María López             | Toyota TS050 Hybrid      | 124    |
| 4           | LMP1      | 5   | Team LNT              | Jordan King Ben Hanley Jegor Orudschew                   | Ginetta G60-LT-P1        | 124    |
| 5           | LMP1      | 6   | Team LNT              | Mike Simpson Charlie Robertson Guy Smith                 | Ginetta G60-LT-P1        | 123    |
| 6           | LMP2      | 38  | Jota Sport            | Roberto González Antonio Felix da Costa Anthony Davidson | Oreca 07                 | 121    |
| 7           | LMP2      | 37  | Jackie Chan DC Racing | Ho-Pin Tung Gabriel Aubry Will Stevens                   | Oreca 07                 | 121    |
| 8           | LMP2      | 22  | United Autosports     | Philip Hanson Filipe Albuquerque Paul di Resta           | Oreca 07                 | 121    |
| 9           | LMP2      | 36  | Signatech Alpine Elf  | Thomas Laurent André Negrão Pierre Ragues                | Alpine A470              | 120    |
| 10          | LMP2      | 29  | Racing Team Nederland | Frits van Eerd Giedo van der Garde Nyck de Vries         | Oreca 07                 | 120    |
| 11          | LMP2      | 33  | High Class Racing     | Mark Patterson Kenta Yamashita Anders Fjordbach          | Oreca 07                 | 120    |
| 12          | LMP2      | 47  | Cetilar Racing        | Roberto Lacorte Andrea Belicchi Giorgio Sernagiotto      | Dallara P217             | 119    |
| 13          | LMGTE Pro | 51  | AF Corse              | James Calado Alessandro Pier Guidi                       | Ferrari 488 GTE EVO      | 115    |
| 14          | LMGTE Pro | 92  | Porsche GT Team       | Michael Christensen Kévin Estre                          | Porsche 911 RSR - 19     | 115    |
| 15          | LMGTE Pro | 91  | Porsche GT Team       | Gianmaria Bruni Richard Lietz                            | Porsche 911 RSR - 19     | 115    |
| 16          | LMGTE Pro | 97  | Aston Martin Racing   | Alex Lynn Maxime Martin                                  | Aston Martin Vantage AMR | 115    |
| 17          | LMGTE Pro | 95  | Aston Martin Racing   | Nicki Thiim Marco Sørensen                               | Aston Martin Vantage AMR | 115    |
| 18          | LMGTE Pro | 71  | AF Corse              | Davide Rigon Miguel Molina                               | Ferrari 488 GTE EVO      | 115    |
| 19          | LMGTE Am  | 90  | TF Sport              | Salih Yoluç Charlie Eastwood Jonny Adam                  | Aston Martin Vantage AMR | 113    |
| 20          | LMGTE Am  | 57  | Team Project 1        | Ben Keating Felipe Fraga Jeroen Bleekemolen              | Porsche 911 RSR          | 113    |
| 21          | LMGTE Am  | 98  | Aston Martin Racing   | Paul Dalla Lana Darren Turner Ross Gunn                  | Aston Martin Vantage AMR | 113    |
| 22          | LMGTE Am  | 83  | AF Corse              | Nicklas Nielsen Emmanuel Collard François Perrodo        | Ferrari 488 GTE EVO      | 113    |
| 23          | LMGTE Am  | 56  | Team Project 1        | Egidio Perfetti David Heinemeier Hansson Matteo Cairoli  | Porsche 911 RSR          | 112    |
| 24          | LMGTE Am  | 88  | Dempsey-Proton Racing | Thomas Preining Will Bamber Angelo Negro                 | Porsche 911 RSR          | 112    |
| 25          | LMGTE Am  | 70  | MR Racing             | Motoaki Ishikawa Olivier Beretta Kei Cozzolino           | Ferrari 488 GTE EVO      | 112    |
| 26          | LMGTE Am  | 54  | AF Corse              | Thomas Flohr Francesco Castellacci Giancarlo Fisichella  | Ferrari 488 GTE EVO      | 112    |
| 27          | LMGTE Am  | 86  | Gulf Racing           | Mike Wainwright Andrew Watson Ben Barker                 | Porsche 911 RSR          | 112    |
| 28          | LMGTE Am  | 62  | Red River Sport       | Bonamy Grimes Johnny Mowlem Charlie Hollings             | Ferrari 488 GTE EVO      | 112    |
| 29          | LMGTE Am  | 77  | Dempsey-Proton Racing | Christian Ried Matt Campbell Riccardo Pera               | Porsche 911 RSR          | 111    |
| 30          | LMGTE Am  | 78  | Proton Competition    | Philippe Prette Louis Prette Vincent Abril               | Porsche 911 RSR          | 107    |
| Ausgefallen |           |     |                       |                                                          |                          |        |
| 31          | LMP2      | 42  | Cool Racing           | Nicolas Lapierre Antonin Borga Alexandre Coigny          | Oreca 07                 | 30     |

### Nur in der Meldeliste
Zu diesem Rennen sind keine weiteren Meldungen bekannt.

### Klassensieger
| Klasse    | Fahrer           | Fahrer                 | Fahrer           | Fahrzeug                 | Platzierung im Gesamtklassement |
| --------- | ---------------- | ---------------------- | ---------------- | ------------------------ | ------------------------------- |
| LMP1      | Bruno Senna      | Gustavo Menezes        | Norman Nato      | Rebellion R13            | Gesamtsieg                      |
| LMP2      | Roberto González | Antonio Felix da Costa | Anthony Davidson | Oreca 07                 | Rang 6                          |
| LMGTE Pro | James Calado     | Alessandro Pier Guidi  |                  | Ferrari 488 GTE EVO      | Rang 13                         |
| LMGTE Am  | Salih Yoluc      | Charlie Eastwood       | Jonny Adam       | Aston Martin Vantage AMR | Rang 19                         |

### Renndaten
- Gemeldet: 31
- Gestartet: 31
- Gewertet: 30
- Rennklassen: 4
- Zuschauer: unbekannt
- Wetter am Renntag: warm und trocken
- Streckenlänge: 5,451 km
- Fahrzeit des Siegerteams: 4:00:59,195 Stunden
- Gesamtrunden des Siegerteams: 125
- Gesamtdistanz des Siegerteams: 681,490 Kilometer
- Siegerschnitt: 169,600 km/h
- Pole-Position: Bruno Senna – Rebellion R13 (#1) – 1:45,778
- Schnellste Rennrunde: Charlie Robertson – Ginetta G60-LT-P1  (#6) – 1:48,428 = 181,000 km/h
- Rennserie: 3. Lauf zur FIA-Langstrecken-Weltmeisterschaft 2019/20